# Berlin Demography Forum
Berlin Demography Forum (BDF)  は国内および国際レベルの両方で人口変動の重要性の認識を高めるための新たな根源を提供するグローバルな非党派プラットフォームである。 　フォーラムには高位の政治家や科学者、ビジネスリーダー及び国際機関や市民社会の代表者が集まり潜在的な解決策を議論し、接続可能な開発に貢献している。

## 協議
各年の協議のテーマ：2012年「家族ー子供ー社会」、2013年「世代ー学びー繁栄」 、2014年「信頼ー保証ー団結」 2015年「活動ー健康ー関与」
5年目の2016年は2月24-25日に「労働ー展望ー繁栄」のトピックで開催される。

## 組織
BDFはGerman Federal Ministry of Family Affairs, Senior Citizens, Women and Youth と Allianz SE社の連携であり、German Federal Ministries of the Interior and Health もまたこのフォーラムに貢献している。ホスト及びパートナーはEuropean School of Management and Technology (ESMT)で、Vodafone Foundation Germany もYoung Expert Panelsのスポンサーとして支援している。Wolfgang IschingerとJörg Rocholl (ESMT) もイベントの支持者である。
BDFは諮問機関のサポートを受けており、2014年3月、Ursula Lehrの後任としてFranz Münteferingが会長になった。

## 参加者
毎年300人の意思決定者が参加しており、高位参加者の一部は次の通りである。
- Alain Berset
- Dominique Bertinotti
- Francesco Billari
- Carol M. Black
- M. Michele Burns
- Michèle Delaunay
- Michael Diekmann
- Markus Dröge
- Elsa Fornero
- Hermann Gröhe
- Yves Leterme
- Thomas de Maizière
- Åsa Regnér
- Bert Rürup
- Kristina Schröder
- Ursula Staudinger
- Rita Süssmuth

## 参照
1. ↑  Deville & Ischinger 2012, p. 46.
2. ↑  Article Allianz News, retrieved May 19. 2014.
3. ↑  Article of the German Federal Ministry for Family Affairs, Senior Citizens, Women and Youth April 10. 2014 about BDF 2014, retrieved at May 19. 2014.
4. ↑  News Vodafone Foundation, retrieved May 19. 2014.

## ソース
- Deville, Volker; Ischinger, Wolfgang (2012). Global Demography: Generations and Their Future. Allianz SE. ISBN 978-3-00-038792-0